# Iota Cassiopeiae
Iota Cassiopeiae (ι Cassiopeiae / ι Cas) è un sistema stellare situato nella costellazione di Cassiopea. Si trova a una distanza di circa 140 anni luce dal sistema solare e la sua magnitudine apparente varia da + 4,47 a + 4,53.

## Caratteristiche
Il sistema è composto da 4 componenti: la stella principale è di tipo spettrale A5 peculiare ed è una variabile di tipo Alfa2 Canum Venaticorum; la sua magnitudine varia leggermente in un periodo di 1,74 giorni.
La stella A ha una piccola compagna, chiamata Aa, che le ruota attorno a circa 18 U.A., in un periodo di 47 anni.
La componente B del sistema, di tipo spettrale F5 e di magnitudine apparente +6,89, si trova visualmente a 2,7 secondi d'arco dalla stella principale e ad almeno 100 U.A. di distanza dalla componente A.
La componente C, la più debole, è una nana arancione più distante rispetto alle altre componenti del sistema; si trova infatti a 7,3 secondi d'arco dalla primaria, ad almeno 300 U.A. di distanza.